# Arnald II Manser
Arnald II Manser († 988/989) fou un comte d'Angulema de la casa Tallaferro.
Era un fill no conjugal del comte Guillem I Tallaferro d'Angulema. A la mort del seu pare el 945 el seu oncle Bernat de Périgord i/o el seu germà Ademar II, al·legant la defensa dels interessos del fill (o fills) bastard/s van agafar el govern del comtat; no gaire temps després, potser ja morts Bernat i Ademar II, quatre dels fills del primer es van proclamar comtes i van negar tot dret successori al/s bastard/s. Aquestos quatre fills eren Arnald I Voratio, Guillem II Talerand, Ramnulf i Ricard. Un altre germà de nom Gaubert els hauria donat suport mentre un altre, Heli, s'hi va oposar i fou empresonat. Arnald II Manser es va revoltar però no va aconseguir res. Abans del 962 va morir Arnald I i el 962 Guillem II; el 975 Arnald Manser, amb el suport de Guillem IV d'Aquitània Braç de Ferro, duc d'Aquitània, va derrotar i matar Ramnulf i es va dirigir a Angulema, defensada per Ricard, que va ocupar aconseguint el control del comtat; Ricard i Gaubert foren executats per Arnald II. Mentre a Périgord, Heli va poder fugir del seu empresonament i hauria estat proclamat comte, però devia morir poc després sense fills, ja que l'herència va passar a la seva germanastre Emma de Périgord casada amb Bosó I de la Marca el Vell.
Arnald II Manser va consolidar el seu poder els següents anys amb el suport del bisbe Hug d'Angulema; Arnald va esdevenir protector (advocatus) de l'abadia se Saint-Cybard. Va donar suport al duc d'Aquitània en la seva lluita contra Bosó el Vell i va fer presoner al seu fill Gausbert que va lliurar al duc. Cap al final de la seva vida va tenir un conflicte amb l'abadia de Saint-Cybard, però no devia tenir raó doncs va acabar demanant perdó i el 988 va agafar els hàbits a Saint-Amant-de-Boixe (abadia fundada per Arnald i la seva esposa) i va entrar com a monjo a l'abadia de Saint-Cybard on va morir no gaire més tard, sent enterrat un dia 4 de març al costat del seu pare.
Arnald Manser es va casar amb una dama de nom Raingarda, i va tenir almenys un fill: el seu successor Guillem III Tallaferro. Es va casar en segones noces amb Hildegarda o Aldearda d'Aunay de la que no consten fills.